# Bombylius nigricolor
Bombylius nigricolor är en tvåvingeart som beskrevs av Francois 1969. Bombylius nigricolor ingår i släktet Bombylius och familjen svävflugor.
Artens utbredningsområde är Afghanistan. Inga underarter finns listade i Catalogue of Life.